# Alejandro Alvargonzález
Alejandro Enrique Alvargonzález San Martín (Vigo, Pontevedra, 11 de julio de 1959) es un diplomático español. Fue embajador de España en Perú (2020-2024).

## Biografía
Licenciado en Ciencias Políticas y Sociología en las especialidades de Estudios Internacionales y Estudios Iberoamericanos por la Universidad Complutense de Madrid, ingresó por oposición en el cuerpo diplomático en 1986.
Ha estado destinado en las representaciones diplomáticas españolas en Honduras, Egipto, Cuba y Suiza. Fue director del gabinete del secretario de Estado de Seguridad; cónsul general de España en Nápoles y en Shanghái; subdirector general en la Dirección General de Política Exterior para Asia, Pacífico y América del Norte; y consejero técnico en Introductor de embajadores (hasta noviembre de 2008).
Fue embajador de España en Bosnia y Herzegovina (2008-2012); secretarío general de Política de Defensa (2012-2016). El secretario general de la OTAN, el noruego Jens Stoltenberg, comunicó el 28 de junio de 2016 al ministro de Defensa el nombramiento de Alejandro Alvargonzález San Martín como secretario general adjunto para Asuntos Políticos y de Seguridad, equivalente al número tres de la Alianza Atlántica.
Fue embajador de España en la República del Perú desde 2020 al 2024. Su hermano Fernando es el embajador español ante el Consejo de Europa.
En agosto de 2024 fue designado cónsul general de España en la ciudad de Córdoba, Argentina, reemplazando a Javier Ignacio Martínez del Barrio.